# Born This Way
Born This Way je drugi studijski album pop pevke Lady Gaga. Izšel je 23. maja leta 2011.

## Seznam pesmi
1. »Marry the Night« — 4:24
2. »Born This Way« — 4:20
3. »Government Hooker« — 4:14
4. »Judas« — 4:10
5. »Americano« — 4:06
6. »Hair« — 5:08
7. »Scheiße« — 3:45
8. »Bloody Mary« — 4:04
9. »Bad Kids« — 3:50
10. »Highway Unicorn (Road to Love)« — 4:15
11. »Heavy Metal Lover« — 4:12
12. »Electric Chapel« — 4:12
13. »Yoü and I« — 5:07
14. »The Edge of Glory« — 5:20